# Горностаевка (Павлодарская область)
Горностаевка (каз. Горностаев) — упразднённое село в Иртышском районе Павлодарской области Казахстана. Ликвидировано в 2000-е годы. Входило в состав Майконырского сельского округа.

## Население
В 1989 году население села составляло 158 человек. По данным переписи 1999 года в селе проживало 94 человека (47 мужчин и 47 женщин).